# وند-پانگا بامبارا
وند-پانگا بامبارا (انگلیسی: Wend-Panga Bambara؛ زادهٔ ۱۲ سپتامبر ۱۹۹۶) بازیکن فوتبال اهل بورکینافاسو است.
وی همچنین در تیم ملی فوتبال بورکینافاسو بازی کرده است.